# Chorągiew Harcerzy Ziemi Opolskiej ZHR
 Chorągiew Harcerzy Ziemi Opolskiej ZHR – jednostka terytorialna Organizacji Harcerzy ZHR powstała 22 maja 2003 roku. Zrzesza hufce i związek drużyn działające na terenie Opola i województwa opolskiego.

## Historia
22 maja 2003 roku z Górnośląskiej Chorągwi Harcerzy wydzieliła się Chorągiew Harcerzy Ziemi Opolskiej, która obejmowała jednostki: Kluczborski Hufiec Harcerzy  „Płomień”, Opolski Hufiec Harcerzy im. Szarych Szeregów, Opolski Związek Drużyn Harcerzy oraz Wołczyński Związek Drużyn Harcerzy „Omega”. Jej pierwszym komendantem został hm. Robert Betcher.
27 września 2009 roku Chorągiew Harcerzy Ziemi Opolskiej otrzymała imię rtm. Witolda Pileckiego.

## Hufce i związki drużyn
- Opolski Związek Drużyn Harcerzy (1 Opolska Drużyna Harcerzy "B.U.R", 3 Opolska Drużyna Harcerzy "Burza', 1 Opolska Gromada Zuchów "Zwiadowcy", 10 Opolska Drużyna Wędrowników "Grupy Szturmowe")
- Kluczborski Hufiec Harcerzy "Płomień" (122 Kluczborska Drużyna Harcerzy "Tornado", 0 Kluczborska Drużyna Harcerzy "Szakłak", 0 Kluczborska Gromada Zuchów "Łowcy z Pradawnej Puszczy", 0 Kluczborska Drużyna Wędrowników "Krzyk", 122 Kluczborska Drużyna Wędrowników "Semper Fidelis", 122 Kluczborska Gromada Zuchów "Obrońcy Granatowej Republiki", 76 Kluczborska Drużyna Harcerzy "Bunkier", 76 Kluczborska Gromada Zuchów "Indianie Dzikiego Zachodu", Krąg Starszoharcerski)
- Wołczyński Hufiec Harcerzy "OMEGA" (7 Wołczyńska Drużyna Harcerzy "Flammae" im. kadeta Karola Chodkiewicza, 96 Byczyńska Drużyna Harcerzy "Allatum", 96 Byczyńska Gromada Zuchów "Rycerze Bursztynowej Twierdzy", 7 Wołczyńska Drużyna Wędrowników “Incendium”, 7 Wolczyńska Gromada Zuchów "Magowie z Tamriel")
- Podsudecki Związek Drużyn Harcerzy (5 Głubczycka Drużyna Harcerzy "Wilczy Bór", 7 Głuchołaska Drużyna Harcerzy "Starodrzew", 55 Głogówecka Drużyna Harcerzy "Bastion", Głubczycka Gromada Zuchów "Odkrywcy Nieznanego Lądu", Podsudecka Drużyna Wędrowników)

## Komendanci
- hm. Robert Betcher (22 maja 2003 – 13 lutego 2005)
- hm. Jerzy Mika (13 lutego 2005 – 13 marca 2006)
- hm. Leszek Krzyżanowski (13 marca 2006 – 14 maja 2011)
- hm. Michał Markowicz (14 maja 2011 – 2018)
- hm. Bolesław Bezeg (2018 – 2020)
- hm. Leszek Krzyżanowski (2020 – 2024)
- hm. Adam Ziembowicz (od 2024)